# Comentario de le cose de' Turchi

Le Comentario de le cose de' Turchi (en italien moderne : Commentario delle cose dei Turchi, « Commentaire sur les affaires des Turcs ») est un court traité écrit par Paolo Giovio et publié pour la première fois en 1532 à Rome. L'ouvrage, adressé à Charles Quint, empereur du Saint-Empire romain germanique, fut publié à une époque où les campagnes de Soliman le Magnifique menaçaient l'Europe.
Peter Madsen considère que le Comentario fut probablement le « plus important des écrits analysant la puissance militaire ottomane » à cette époque. Giovo chercha également à expliquer l'essor de l'Empire ottoman dans son traité, comme indiqué dans sa lettre introductive à l’attention de Charles Quint,

« afin de permettre aux capitaines et aux maîtres de guerre de trouver plus facilement les véritables remèdes contre leurs forces et leurs arts, et au soldat chrétien, par les exemples du passé, d'arriver à une discipline meilleure et plus adéquate pour les vaincre […]. »

En moins d'une décennie, l'ouvrage fut traduit en latin par Francesco Negri et la traduction de Negri fut à son tour traduite en allemand par Justus Jonas. Le traité de Giovo fut « largement lu » en Europe,.